# Lijst van voetbalinterlands Mexico - Uruguay
Deze lijst van voetbalinterlands is een overzicht van alle officiële voetbalwedstrijden tussen de nationale teams van Mexico en Uruguay. De landen speelden tot op heden 23 keer tegen elkaar. De eerste ontmoeting, een vriendschappelijke wedstrijd, werd gespeeld in Santiago (Chili) op 23 maart 1952. Het laatste duel, eveneens een vriendschappelijke wedstrijd, vond plaats op 5 juni 2024 in Denver (Verenigde Staten).

## Wedstrijden
| №  | Plaats      | Datum            | Competitie              | Wedstrijd        | Uitslag |
| -- | ----------- | ---------------- | ----------------------- | ---------------- | ------- |
| 1  | Santiago    | 23 maart 1952    | Vriendschappelijk       | Mexico – Uruguay | 1 – 3   |
| 2  | Londen      | 19 juli 1966     | WK 1966                 | Uruguay – Mexico | 0 – 0   |
| 3  | Mexico-Stad | 21 mei 1968      | Vriendschappelijk       | Mexico – Uruguay | 3 – 3   |
| 4  | Mexico-Stad | 28 mei 1968      | Vriendschappelijk       | Mexico – Uruguay | 2 – 2   |
| 5  | Montevideo  | 26 oktober 1968  | Vriendschappelijk       | Uruguay – Mexico | 0 – 2   |
| 6  | Montevideo  | 31 oktober 1984  | Vriendschappelijk       | Uruguay – Mexico | 1 – 1   |
| 7  | Los Angeles | 13 april 1986    | Vriendschappelijk       | Mexico – Uruguay | 1 – 0   |
| 8  | Los Angeles | 20 maart 1990    | Vriendschappelijk       | Uruguay – Mexico | 1 – 2   |
| 9  | Los Angeles | 7 mei 1991       | Vriendschappelijk       | Mexico – Uruguay | 0 – 2   |
| 10 | Veracruz    | 20 november 1991 | Vriendschappelijk       | Mexico – Uruguay | 1 – 1   |
| 11 | San Diego   | 1 februari 1995  | Vriendschappelijk       | Uruguay – Mexico | 0 – 1   |
| 12 | Montevideo  | 13 juli 1995     | Copa América 1995       | Uruguay – Mexico | 1 – 1   |
| 13 | Pereira     | 25 juli 2001     | Copa América 2001       | Mexico – Uruguay | 2 – 1   |
| 14 | Chicago     | 15 oktober 2003  | Vriendschappelijk       | Mexico – Uruguay | 0 – 2   |
| 15 | Chiclayo    | 7 juli 2004      | Copa América 2004       | Mexico – Uruguay | 2 – 2   |
| 16 | Guadalajara | 26 oktober 2005  | Vriendschappelijk       | Mexico – Uruguay | 3 – 1   |
| 17 | Caracas     | 14 juli 2007     | Copa América 2007       | Uruguay – Mexico | 1 – 3   |
| 18 | Rustenburg  | 22 juni 2010     | WK 2010                 | Mexico – Uruguay | 0 – 1   |
| 19 | La Plata    | 12 juli 2011     | Copa América 2011       | Uruguay – Mexico | 1 – 0   |
| 20 | Glendale    | 5 juni 2016      | Copa América Centenario | Mexico – Uruguay | 3 – 1   |
| 21 | Houston     | 7 september 2018 | Vriendschappelijk       | Mexico – Uruguay | 1 – 4   |
| 22 | Glendale    | 2 juni 2022      | Vriendschappelijk       | Mexico – Uruguay | 0 – 3   |
| 23 | Denver      | 5 juni 2024      | Vriendschappelijk       | Mexico − Uruguay | 0 − 4   |

## Samenvatting
| Competitie        | Totaal gespeeld | Winst Mexico | Gelijk | Winst Uruguay | Doelsaldo Mexico – Uruguay |
| ----------------- | --------------- | ------------ | ------ | ------------- | -------------------------- |
| WK-eindronde      | 2               | 0            | 1      | 1             | 0 − 1                      |
| Copa América      | 6               | 3            | 2      | 1             | 11 − 7                     |
| Vriendschappelijk | 15              | 5            | 4      | 6             | 18 − 27                    |
| Totaal            | 23              | 8            | 7      | 8             | 29 − 35                    |

## Details

### Zesde ontmoeting
| Vriendschappelijk (Montevideo, Uruguay, 31 oktober 1984): |       |                  |
| Uruguay                                                   | 1 – 1 | Mexico           |
| Amaro Nadal 82'                                           | goals | 75' Carlos Muñoz |

### Zevende ontmoeting
| Vriendschappelijk (Los Angeles, Verenigde Staten, 13 april 1986): |       |         |
| Mexico                                                            | 1 – 0 | Uruguay |
| Javier Aguirre 13'                                                | goals |         |

### Achtste ontmoeting
| Vriendschappelijk (Los Angeles, Verenigde Staten, 20 maart 1990): |       |                   |
| Mexico                                                            | 2 – 1 | Uruguay           |
| Daniel Guzmán 4' Ricardo Pelaez 9'                                | goals | 40' Edison Suárez |
| - Debuut van Diego Dorta voor Uruguay.                            |       |                   |

### Negende ontmoeting
| Vriendschappelijk (Los Angeles, Verenigde Staten, 7 mei 1991):          |       |                                       |
| Mexico                                                                  | 0 – 2 | Uruguay                               |
|                                                                         | goals | 60' Víctor López 88' Gustavo Ferreyra |
| - Debuut van Alvaro Gutiérrez (CA Bella Vista Montevideo) voor Uruguay. |       |                                       |

### Tiende ontmoeting
| Vriendschappelijk (Veracruz, Mexico, 20 november 1991):      |       |                    |
| Mexico                                                       | 1 – 1 | Uruguay            |
| Porfirio Jiménez 82'                                         | goals | 72' Gabriel Cedrés |
| - Laatste interland van Daniel Revelez (20ste) voor Uruguay. |       |                    |

### Elfde ontmoeting
| Vriendschappelijk (San Diego, Verenigde Staten, 1 februari 1995): |              | |
| Mexico | 1 – 0        | Uruguay |
| Eustacio Rizo 19' | goals        | |
| Miguel Mejía Barón | bondscoach   | Héctor Núñez |
| Jorge Campos Jorge Rodríguez Claudio Suárez Manuel Vidrio Camilo Romero Alberto Coyote 77' Marcelino Bernal Alberto García Aspe 46' Ramón Ramírez 46' Eustacio Rizo 46' Cuauhtémoc Blanco | opstellingen | Oscar Ferro 65' Washington Tais Álvaro Gutiérrez Eber Moas Tabaré Silva Nelson Abeijón Diego Dorta 65' Raúl Omar Otero Pablo Bengoechea Sergio Daniel Martínez 65' Darío Silva |
| Joaquín del Olmo 46' Mauricio Gallaga 46' Luis Hernández 46' Raúl Gutiérrez 77' | wissels      | 65' Diego Tito 65' Álvaro Recoba 65' Edgardo Adinolfi |

### Twaalfde ontmoeting
| Copa América 1995 (Montevideo, Uruguay, 13 juli 1995): |       |                 |
| Uruguay                                                | 1 – 1 | Mexico          |
| Marcelo Saralegui 79'                                  | goals | 68' Luis García |

### Dertiende ontmoeting
| Copa América 2001 (Pereira, Colombia, 25 juli 2001):                 |              |                                         |
| Mexico                                                               | 2 – 1        | Uruguay                                 |
| Jared Borgetti 14' Alberto García Aspe 67' (pen.)                    | goals        | 33' Richard Morales                     |
| Alberto García Aspe 88' Manuel Vidrio 90+3'                          | rode kaarten | 46' Calos Morales 90+3' Richard Morales |
| - Debuut van Fabián Estoyanoff (Centro Atlético Fénix) voor Uruguay. |              |                                         |

### Veertiende ontmoeting
| Vriendschappelijk (Chicago, Verenigde Staten, 15 oktober 2003): |       |                                     |
| Mexico | 0 – 2 | Uruguay                             |
| | goals | 27' Diego Perrone 63' Diego Perrone |
| - Debuut van Damián Paz (Centro Atlético Fénix), Daniel Hernández (Club Española), Pablo Melo (CA Cerro), Carlos Grosnile (Danubio FC), Pablo Munhoz (Defensor Sporting Club) en Cristian Rodríguez (CA Peñarol) voor Uruguay. |       |                                     |

### Vijftiende ontmoeting
| Copa América 2004 (Chiclayo, Peru, 7 juli 2004): |              | |
| Mexico | 2 – 2        | Uruguay |
| Ricardo Osorio 45+3' Pavel Pardo 69' | goals        | 43' Carlos Bueno 87' Paolo Montero |
| Ricardo La Volpe | bondscoach   | Jorge Fossati |
| Oswaldo Sánchez Ricardo Osorio Rafael Márquez Duilio Davino David Oteo 84' Salvador Carmona Pavel Pardo Jaime Lozano Octavio Valdéz Francisco Palencia 68' Jared Borgetti 69' | opstellingen | Luis Barbat Gustavo Varela Joe Bizera Paolo Montero Darío Rodríguez Marcelo Sosa 87' Omar Pouso Cristian Rodríguez 78' Darío Silva 74' Diego Forlán Carlos Bueno |
| Adolfo Bautista 68' Jesús Arellano 69' Héctor Altamirano 84' | wissels      | 74' Juan Martín Parodi 78' Richard Morales 87' Vicente Sánchez                                                                                                   |
| Rafael Márquez 28' Ricardo Osorio 71' | gele kaarten | 23' Gustavo Varela 32' Darío Silva 75' Juan Martín Parodi |
| | rode kaarten | 81' Richard Morales |
| - Debuut van Omar Pouso (Danubio FC) en Juan Martín Parodi (Panionios) voor Uruguay.                                                                                          |              | |

### Zestiende ontmoeting
| Vriendschappelijk (Guadalajara, Mexico, 26 oktober 2005): |       |                     |
| Mexico | 3 – 1 | Uruguay             |
| Carlos Salcido 16' Diego Martínez 47' (pen.) Luis Pérez 53' | goals | 17' Sebastián Abreu |
| - Debuut van Sergio Navarro (CS Miramar Misiones), Diego Godín (CA Cerro), Carlos García (Liverpool FC Montevideo), Maximiliano Pereira (Defensor Sporting Club), Darío Flores (CA River Plate Montevideo), Gabriel Alcoba (Montevideo Wanderers FC), Sebastián Vázquez (Club Nacional de Football) en Pablo Granoche (Deportivo Toluca) voor Uruguay. |       |                     |

### Zeventiende ontmoeting
| Copa América 2007 (Caracas, Venezuela, 14 juli 2007):           |       |                     |
| Mexico                                                          | 3 – 1 | Uruguay             |
| Cuauhtémoc Blanco 36' (pen.) Omar Bravo 68' Andrés Guardado 76' | goals | 22' Sebastián Abreu |

### Achttiende ontmoeting
| WK 2010 (Rustenburg, Zuid-Afrika, 22 juni 2010): |              | |
| Mexico | 0 – 1        | Uruguay |
| | goals        | 43' Luis Suárez |
| Javier Aguirre | bondscoach   | Oscar Tabárez |
| Óscar Pérez Ricardo Osorio Francisco Javier Rodríguez Héctor Moreno 57' Carlos Salcido Rafael Márquez Gerardo Torrado Andrés Guardado 46' Giovani dos Santos Guillermo Franco Cuauhtémoc Blanco 63' | opstellingen | Fernando Muslera Maximiliano Pereira Diego Lugano Mauricio Victorino Jorge Fucile Diego Pérez Egidio Arévalo 77' Álvaro Pereira Edinson Cavani Diego Forlán 85' Luis Suárez |
| Pablo Barrera 46' Israel Castro 57' Javier Hernández 63' | wissels      | 77' Andrés Scotti 85' Álvaro Fernández |
| Javier Hernández 77' Israel Castro 86' | gele kaarten | 68' Jorge Fucile |

### Negentiende ontmoeting
| Copa América 2011 (La Plata, Argentinië, 12 juli 2011):                   |       |        |
| Uruguay                                                                   | 1 – 0 | Mexico |
| Álvaro Pereira 53'                                                        | goals |        |
| - Honderdste duel van Uruguay onder leiding van bondscoach Oscar Tabárez. |       |        |

### Twintigste ontmoeting
| Copa América Centenario (Glendale (Arizona), Verenigde Staten, 5 juni 2016):                                              |       |                 |
| Mexico | 3 – 1 | Uruguay         |
| Álvaro Pereira 4' (e.d.) Rafael Márquez 85' Héctor Herrera 90+2'                                                          | goals | 74' Diego Godín |
| - Het eigen doelpunt van Álvaro Pereira na 194 seconden is de snelste eigen goal uit de geschiedenis van de Copa América. |       |                 |

FMF · A-internationals · Selecties · Bondscoaches · Statistieken · Mexicaans vrouwenelftal · Olympisch elftal · Mexico U21 · Mexico U20 · Mexico U19 · Mexico U18 · Mexico U17
1920 – 1949 ·
1950 – 1969 ·
1970 – 1979 ·
1980 – 1989 ·
1990 – 1999 ·
2000 – 2009 ·
2010 – 2019 ·
2020 – 2029
Copa América 1993 ·
Copa América 1995 ·
Copa América 1997 ·
Copa América 1999 ·
Copa América 2001 ·
Copa América 2004 ·
Copa América 2007 ·
Copa América 2011 ·
Copa América 2015 · 
Copa América 2016
WK 1930 ·
WK 1950 ·
WK 1954 ·
WK 1958 ·
WK 1962 ·
WK 1966 ·
WK 1970 ·
WK 1978 ·
WK 1986 ·
WK 1994 ·
WK 1998 ·
WK 2002 ·
WK 2006 ·
WK 2010 ·
WK 2014 · 
WK 2018
OS 1928 ·
OS 1948 ·
OS 1964 ·
OS 1968 ·
OS 1972 ·
OS 1976 ·
OS 1992 ·
OS 1996 ·
OS 2004 ·
OS 2012 ·
OS 2016 ·
OS 2020
1923 ·
1924–1927 ·
1928 ·
1929 ·
1930 ·
1931–1933 ·
1934 ·
1935 ·
1936 ·
1937 ·
1938 ·
1939–1946 ·
1947 ·
1948 ·
1949 ·
1950 ·
1951 ·
1952 ·
1953 ·
1954 ·
1955 ·
1956 ·
1957 ·
1958 ·
1959 ·
1960 ·
1961 ·
1962 ·
1963 ·
1964 ·
1965 ·
1966 ·
1967 ·
1968 ·
1969 ·
1970 · 
1971 · 
1972 · 
1973 · 
1974 · 
1975 · 
1976 · 
1977 · 
1978 · 
1979 · 
1980 · 
1981 · 
1982 · 
1983 · 
1984 · 
1985 · 
1986 · 
1987 · 
1988 · 
1989 · 
1990 · 
1991 · 
1992 · 
1993 · 
1994 · 
1995 · 
1996 · 
1997 · 
1998 · 
1999 · 
2000 · 
2001 · 
2002 · 
2003 · 
2004 · 
2005 · 
2006 · 
2007 · 
2008 · 
2009 · 
2010 · 
2011 · 
2012 · 
2013 · 
2014 · 
2015 · 
2016 ·
2017 ·
2018 ·
2019 ·
2020 ·
2021 ·
2022 ·
2023
Albanië ·
Algerije ·
Angola ·
Argentinië ·
Australië ·
België ·
Belize ·
Bermuda ·
Bolivia ·
Bosnië en Herzegovina ·
Brazilië ·
Bulgarije ·
Canada ·
Chili ·
China ·
Colombia ·
Congo-Kinshasa ·
Costa Rica ·
Cuba ·
Curaçao ·
DDR ·
Denemarken ·
Dominica ·
Duitsland ·
Ecuador ·
Egypte ·
El Salvador ·
Engeland ·
Estland ·
Fiji ·
Finland ·
Frankrijk ·
Gambia ·
Ghana ·
Griekenland ·
Guatemala ·
Guyana ·
Haïti ·
Honduras ·
Hongarije ·
Ierland ·
IJsland ·
Irak ·
Iran ·
Israël ·
Italië ·
Ivoorkust ·
Jamaica ·
Japan ·
Joegoslavië ·
Kameroen ·
Kroatië ·
Liberia ·
Luxemburg ·
Marokko ·
Martinique ·
Nederland ·
Nederlandse Antillen ·
Nicaragua ·
Nieuw-Zeeland ·
Nigeria ·
Noord-Ierland ·
Noord-Korea ·
Noorwegen ·
Oekraïne ·
Oezbekistan ·
Panama ·
Paraguay ·
Peru ·
Polen ·
Portugal ·
Qatar ·
Roemenië ·
Rusland ·
Saint Kitts en Nevis ·
Saint Vincent en de Grenadines ·
Saoedi-Arabië ·
Schotland ·
Senegal ·
Servië ·
Slovenië ·
Slowakije ·
Sovjet-Unie ·
Spanje ·
Suriname ·
Trinidad en Tobago ·
Tsjechië ·
Tsjecho-Slowakije ·
Tunesië ·
Uruguay ·
Venezuela ·
Verenigde Staten ·
Wales ·
Wit-Rusland ·
Zuid-Afrika ·
Zuid-Korea ·
Zweden ·
Zwitserland
Angola (2006) ·
Argentinië (2006) ·
Brazilië (1999) ·
Brazilië (2014) ·
Brazilië (2018) ·
Duitsland (2018) ·
Frankrijk (2010) ·
Iran (2006) ·
Kameroen (2014) ·
Kroatië (2014) ·
Nederland (2014) ·
Portugal (2006) ·
Uruguay (2010) ·
Zuid-Afrika (2010) ·
Zuid-Korea (2018) ·
Zweden (2018)
AUF · A-internationals · Selecties · Bondscoaches · Uruguayaans vrouwenelftal · Olympisch elftal · Uruguay U21 · Uruguay U20 · Uruguay U19 · Uruguay U18 · Uruguay U17
1900 – 1909 ·
1910 – 1919 ·
1920 – 1929 ·
1930 – 1939 ·
1940 – 1949 ·
1950 – 1959 ·
1960 – 1969 ·
1970 – 1979 ·
1980 – 1989 ·
1990 – 1999 ·
2000 – 2009 ·
2010 – 2019 ·
2020 – 2029
WK 1930 · 
WK 1950 · 
WK 1954 · 
WK 1962 · 
WK 1966 · 
WK 1970 ·
WK 1974 · 
WK 1986 · 
WK 1990 · 
WK 2002 · 
WK 2010 · 
WK 2014 · 
WK 2018
OS 1924 · 
OS 1928 ·
OS 2012
1902 · 
1903 · 
1904 · 
1905 · 
1906 · 
1907 · 
1908 · 
1909 ·
1910 · 
1911 · 
1912 · 
1913 · 
1914 · 
1915 · 
1916 · 
1917 · 
1918 · 
1919 ·
1920 · 
1921 · 
1922 · 
1923 · 
1924 · 
1925 · 
1926 · 
1927 · 
1928 · 
1929 ·
1930 · 
1931 · 
1932 · 
1933 · 
1934 · 
1935 · 
1936 · 
1937 · 
1938 · 
1939 ·
1940 · 
1941 · 
1942 · 
1943 · 
1944 · 
1945 · 
1946 · 
1947 · 
1948 · 
1949 ·
1950 · 
1951 · 
1952 · 
1953 · 
1954 · 
1955 · 
1956 · 
1957 · 
1958 · 
1959 ·
1960 · 
1961 · 
1962 · 
1963 · 
1964 · 
1965 · 
1966 · 
1967 · 
1968 · 
1969 ·
1970 · 
1971 · 
1972 · 
1973 · 
1974 · 
1975 · 
1976 · 
1977 · 
1978 · 
1979 ·
1980 · 
1981 · 
1982 · 
1983 · 
1984 · 
1985 · 
1986 · 
1987 · 
1988 · 
1989 ·
1990 ·
1991 · 
1992 · 
1993 · 
1994 · 
1995 · 
1996 · 
1997 · 
1998 · 
1999 · 
2000 · 
2001 · 
2002 · 
2003 · 
2004 · 
2005 · 
2006 · 
2007 · 
2008 · 
2009 · 
2010 · 
2011 · 
2012 · 
2013 · 
2014 · 
2015 · 
2016 ·
2017 ·
2018 ·
2019 ·
2020 ·
2021 ·
2022 ·
2023 ·
2024
Algerije ·
Angola ·
Argentinië ·
Australië ·
België ·
Bolivia ·
Brazilië ·
Bulgarije ·
Canada ·
Chili ·
China ·
Colombia ·
Costa Rica ·
Cuba ·
DDR ·
Denemarken ·
Duitsland ·
Ecuador ·
Egypte ·
Engeland ·
Estland ·
 Finland ·
Frankrijk ·
Georgië ·
Ghana ·
Guatemala ·
Haïti ·
Honduras ·
Hongarije ·
Ierland ·
India ·
Indonesië ·
Irak ·
Iran ·
Israël ·
Italië ·
Ivoorkust ·
Jamaica ·
Japan ·
Joegoslavië ·
Jordanië ·
Libië ·
Luxemburg ·
Maleisië ·
Mexico ·
Marokko ·
Nederland ·
Nicaragua ·
Nieuw-Zeeland ·
Nigeria ·
Noord-Ierland ·
Noorwegen ·
Oekraïne ·
Oezbekistan ·
Oman ·
Oostenrijk ·
Panama ·
Paraguay ·
Peru ·
Polen ·
Portugal ·
Roemenië ·
Rusland ·
Saarland ·
Saoedi-Arabië ·
Schotland ·
Senegal ·
Servië & Montenegro ·
Singapore ·
Slovenië ·
Sovjet-Unie ·
Spanje ·
Tahiti ·
Thailand ·
Trinidad en Tobago · 
Tsjechië ·
Tsjecho-Slowakije ·
Tunesië · 
Turkije ·
Venezuela ·
Verenigde Arabische Emiraten ·
Verenigde Staten ·
Wales ·
Zuid-Afrika ·
Zuid-Korea ·
Zweden ·
Zwitserland
Argentinië (1986) ·
België (1990) ·
Brazilië (1950) · 
Colombia (2014) ·
Costa Rica (2014) ·
Denemarken (1986) ·
Denemarken (2002) ·
Duitsland (2010) ·
Egypte (2018) ·
Engeland (2014) ·
Frankrijk (2002) ·
Frankrijk (2010) ·
Frankrijk (2018) ·
Ghana (2010) ·
Italië (1990) ·
Italië (2014) ·
Mexico (2010) ·
Nederland (1974) ·
Nederland (2010) ·
Portugal (2018) ·
Rusland (2018) ·
Saoedi-Arabië (2018) ·
Schotland (1986) ·
Senegal (2002) ·
Spanje (1990) ·
West-Duitsland (1986) ·
Zuid-Afrika (2010) ·
Zuid-Korea (1990) ·
Zuid-Korea (2010)